# Adam van Haren

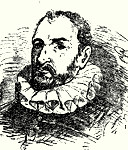
Adam van Haren

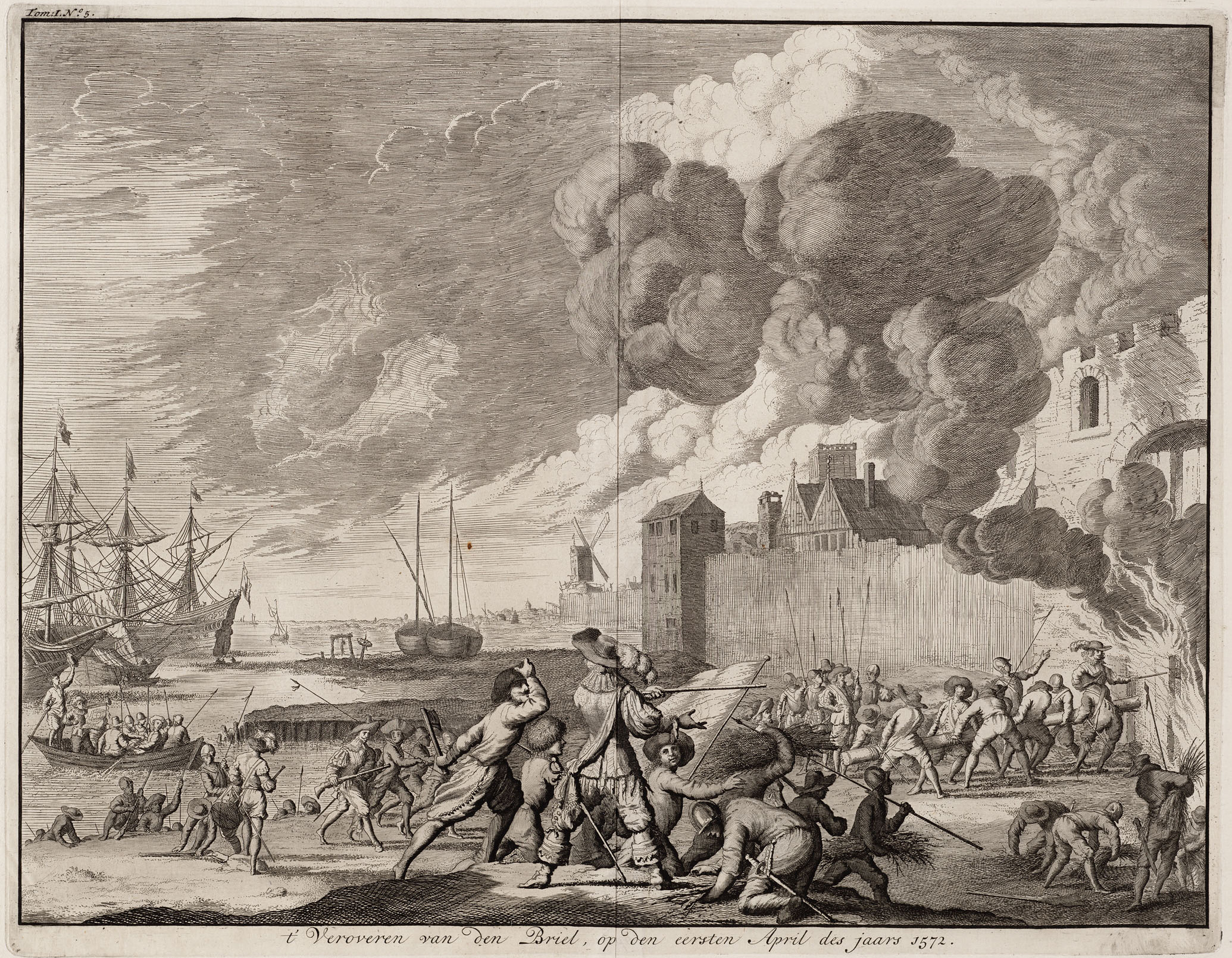
De inname van Den Briel in 1572
prent van Jan Luyken uit 1679

Adam (Daam) van Haren (land van Valkenburg, 1540? - Arnhem, 3 mei 1589?) was een Nederlands watergeus en adviseur van Willem van Oranje. Na diens dood in 1584 werd hij raadsman van Willem Lodewijk van Nassau-Dillenburg, de stadhouder van Friesland. Hij is de stamvader van de Friese tak van de familie Van Haren.
Adam van Haren was een telg uit het Akense magistratengeslacht Van Haren en werd geboren als zoon van Everard van Haren, wellicht in de Duitse plaats Haaren (Aken) of op kasteel Haeren in Voerendaal, dat in die tijd tot de Brabantse heerlijkheid land van Valkenburg behoorde. Als lid van het verbond der edelen vluchtte Adam met zijn vader Everhard in 1567 uit Valkenburg en ging eerst naar Nassau. Hij was een van de kapiteins bij de inname van Den Briel op 1 april 1572. Als watergeus stond hij bekend als "hopman Daam" (hoofdman Daam). Hierna woonde hij een jaar met vrouw en kinderen in Brielle.
Hij heeft in de periode 1567-1572 een dagboek bijgehouden in het Frans. Dit handschrift in dertig delen, bekend als het Dagverhaal van Daam van Haren, den watergeus, werd door zijn nakomelingen bewaard, maar is in de jaarwisselingsnacht 1732/1733 verloren gegaan door brand in het huis van Willem van Haren (1710-1768) in Sint Annaparochie.